# Нектаркові
Некта́ркові, або нектарницеві (Nectariniidae) — родина горобцеподібних птахів, що включає 16 родів і 146 видів. Представники родини мешкають в Африці і Азії; один вид (жовточерева маріка) мешкає в Австралії.

## Опис

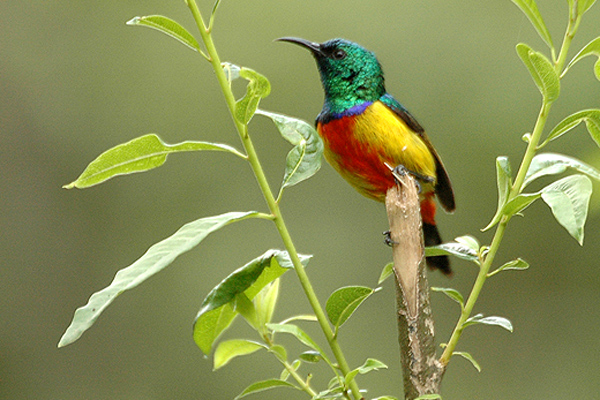
Самець королівської маріки

Нектаркові — дрібні птахи з довгими, вигнутими дзьобами і щіточкоподібними язиками, пристосованими до живлення нектаром. Найлегшим представником родини є чорночерева маріка, що важить 5 г, а найважчим — великий павуколов, що важить 45 г. Нектарковим притаманний статевий диморфізм: самці мають яскраве забарвлення, часто з металевим відблиском, тоді як забарвлення самиць зазвичай тьмяніше. Крім того, самці часть мають більші розміри, а у деяких видів також видовжені стернові пера. Винятком є представники роду Павуколов (Arachnothera), які мають більші розміри, ніж більшість нектаркових, і яким не притаманний статевий диморфізм. Політ нектаркових швидкий і прямий, завдяки коротким крилам. Більшість видів здатні зависати на місці, як колібрі, хоча роблять це неохоче.

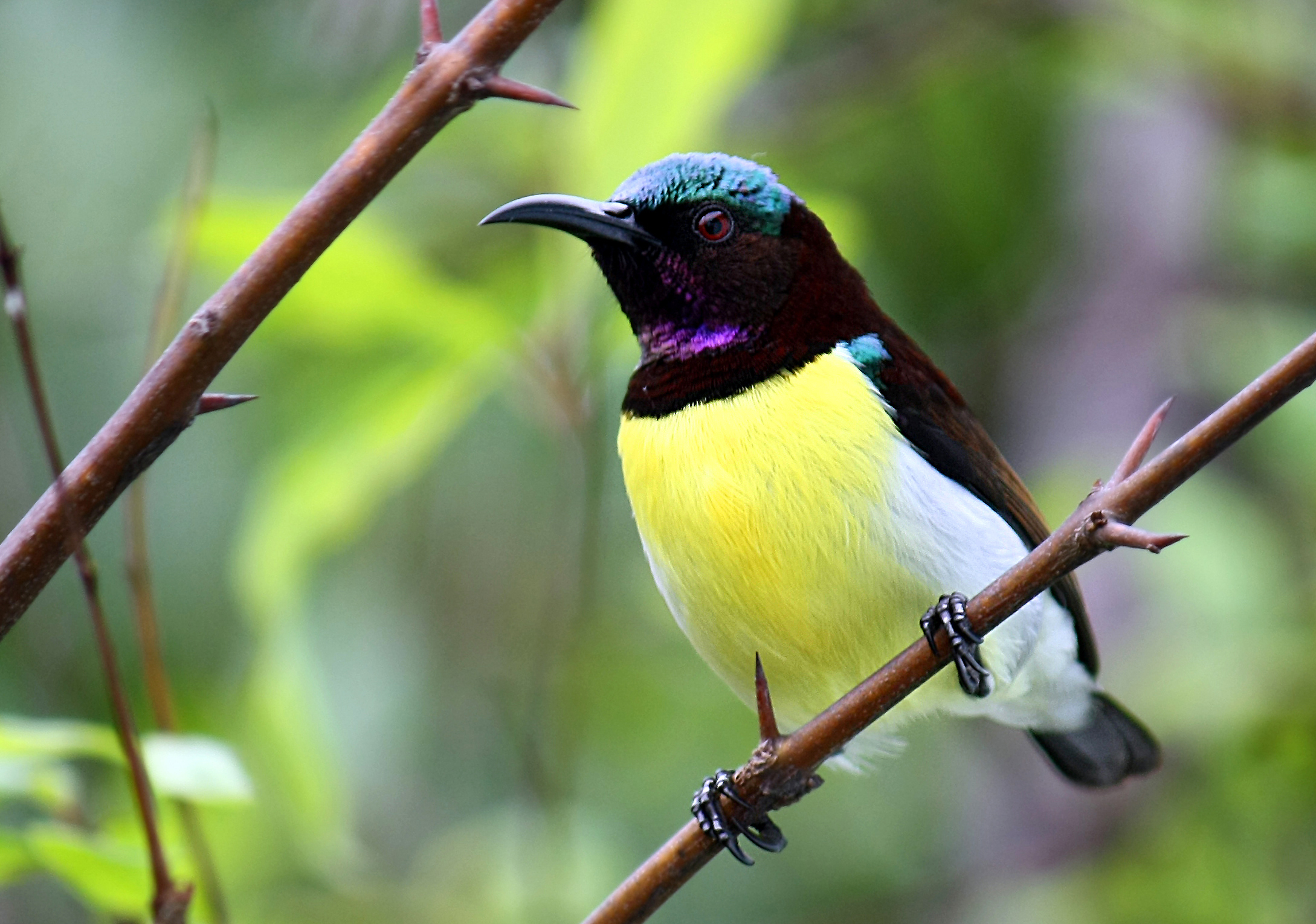
Самець лимонногрудої нектаринки

## Поширення
Поширення нектаркових простягається від Південної Африки через більшу частину континенту, Близький Схід, Південну і Південно-Східну Азії до Південного Китаю, Індонезії, Нової Гвінеї і північних районів Австралії. Найбільше видове різноманіття нектаркових спостерігається в екваторіальних районах Африки, де, імовірно, і зародилася ця група. Більшість нектаркових є осілими або мігрують на невеликі відстані. Вони живуть переважно в первинних вологих тропічних лісах, а також в рідколіссях, саванах, чагарникових заростях і на високогірних луках, зустрічаються на висоті від 0 до 4900 м над рівнем моря. Деякі види нектаркових мешкають в змінених людиною середовищах: на полях, плантаціях, в садах і парках.

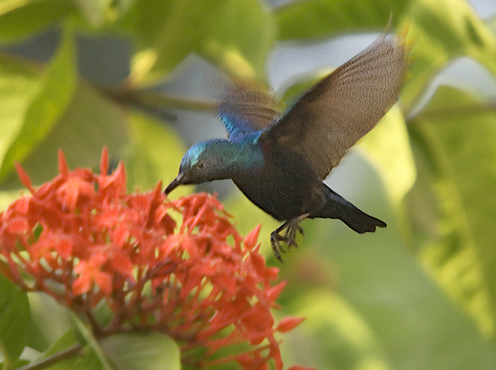
Пурпурова маріка зависла в повітрі перед суцвіттям

## Поведінка і екологія
Нектаркові займають ту ж екологічну нішу, що і колібрієві (Trochilidae) в Америці і медолюбові (Meliphagidae) в Австралії та на Новій Гвінеї. Внаслідок конвергентної еволюції, ці три неспоріднені групи птахів дуже подібні за зовнішнім виглядом і поведінкою.
Нектаркові ведуть переважно денний спосіб життя. Вони зустрічаються парами або невеликими сімейними зграйками. Більшість нектаркових живиться, як випливає з їх назви, нектаром, однак вони також ловлять комах і павуків, і годують пташенят саме ними. Квіти, форма яких перешкоджає доступ до нектару (наприклад, дуже довгі і вузькі), просто прокалуються, даючи доступ птахам до нектарників, з яких вони можуть смоктати нектар. Деякі представники родини також можуть живитися дрібними плодами. 

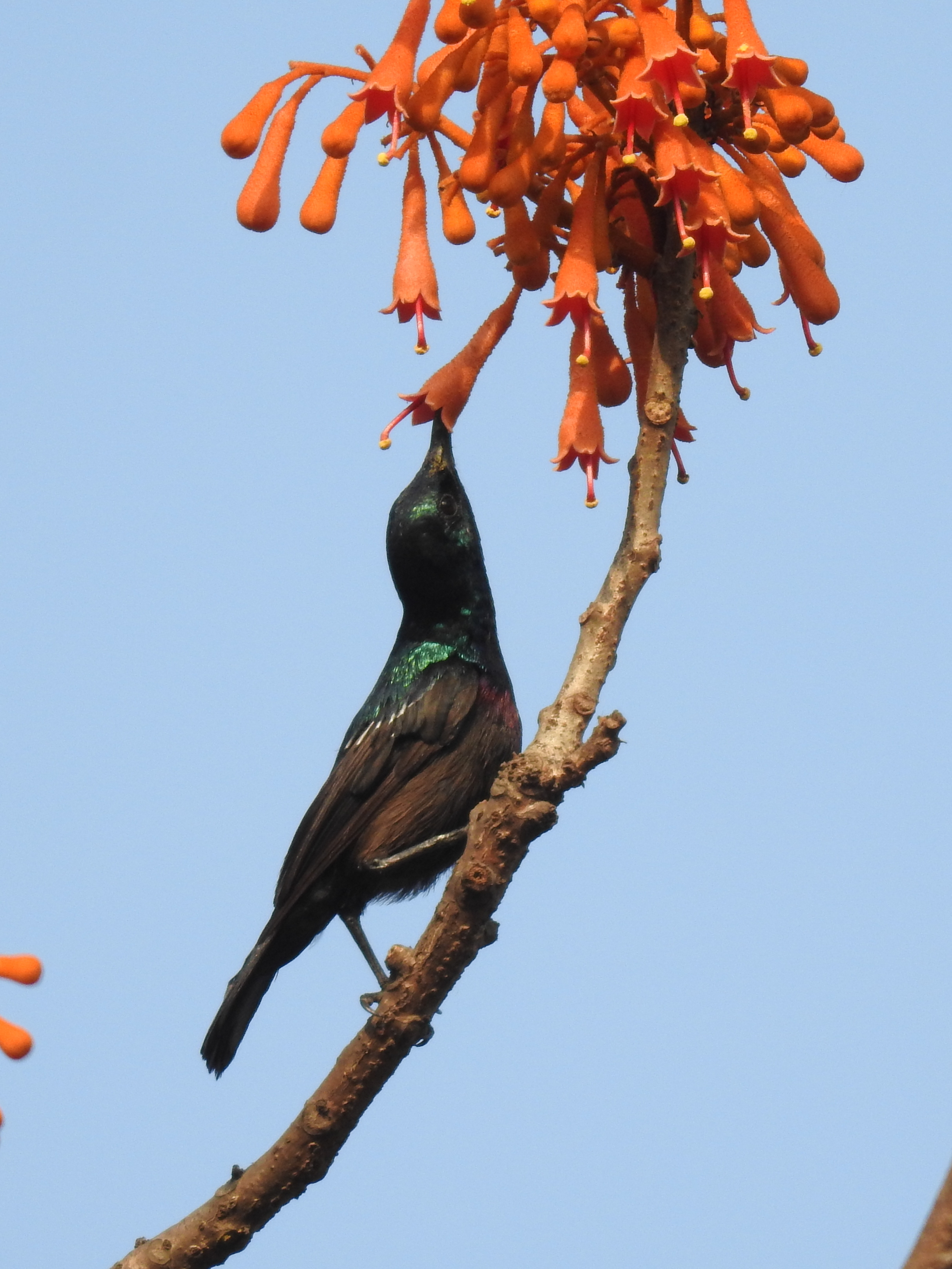
Довгодзьоба маріка живиться нектаром

Нектаркові є важливими запилювачами деяких видів рослин, зокрема з родів Protea, Aloe, Erica, Erythrina і Strelitzia. Квітки, яких запилюють нектаркові, зазвичають мають довгу, трубчасту форму і яскраве, червоне або оранжеве забарвлення, демонструючи таким чином конвергенцію з квітками з Америки, яких запилюють колібрі. Науковці припускають, що спеціалізація на нектаркових, порівняно з іншими запилювачами, сприяла видоутворенню рослин і призвела до високого ріноманіття флори на півдні Африки.

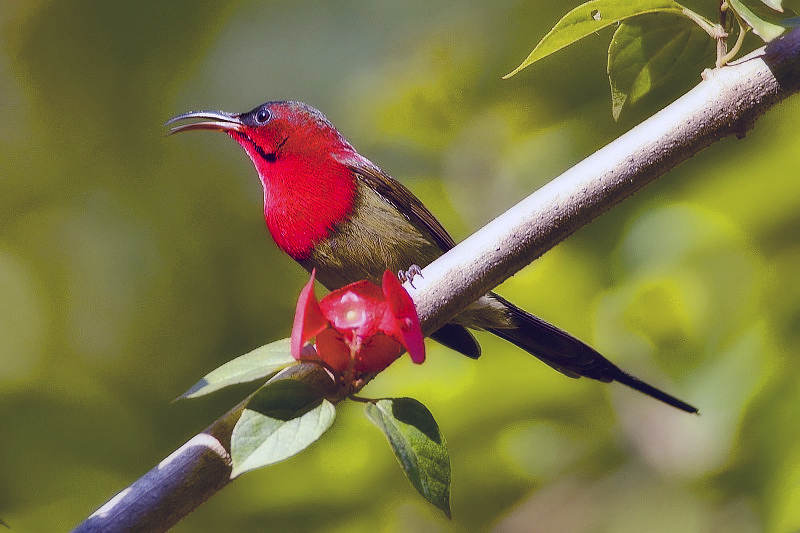
Самець червоної сіпараї

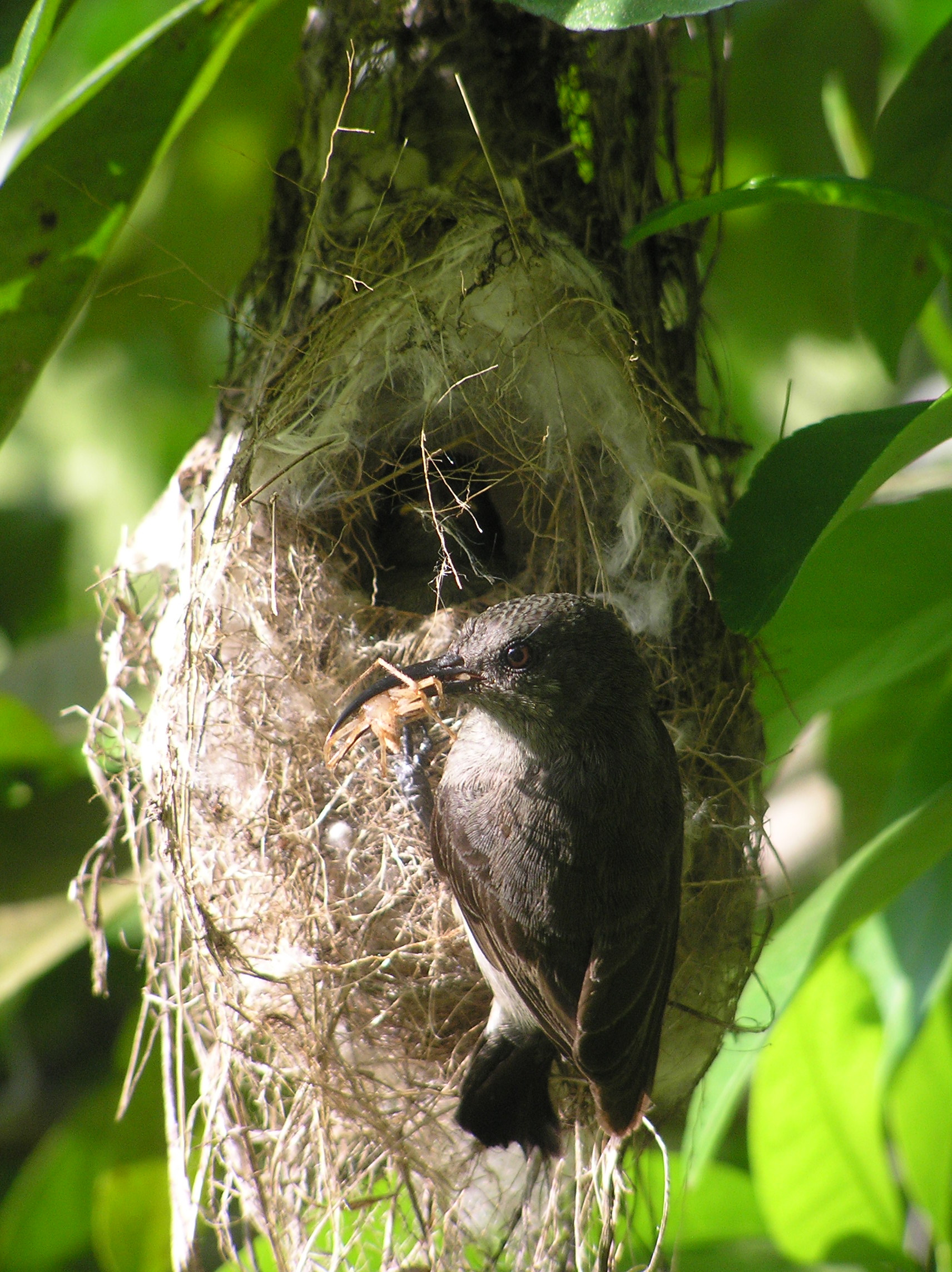
Самиця сейшельської маріки біля гнізда

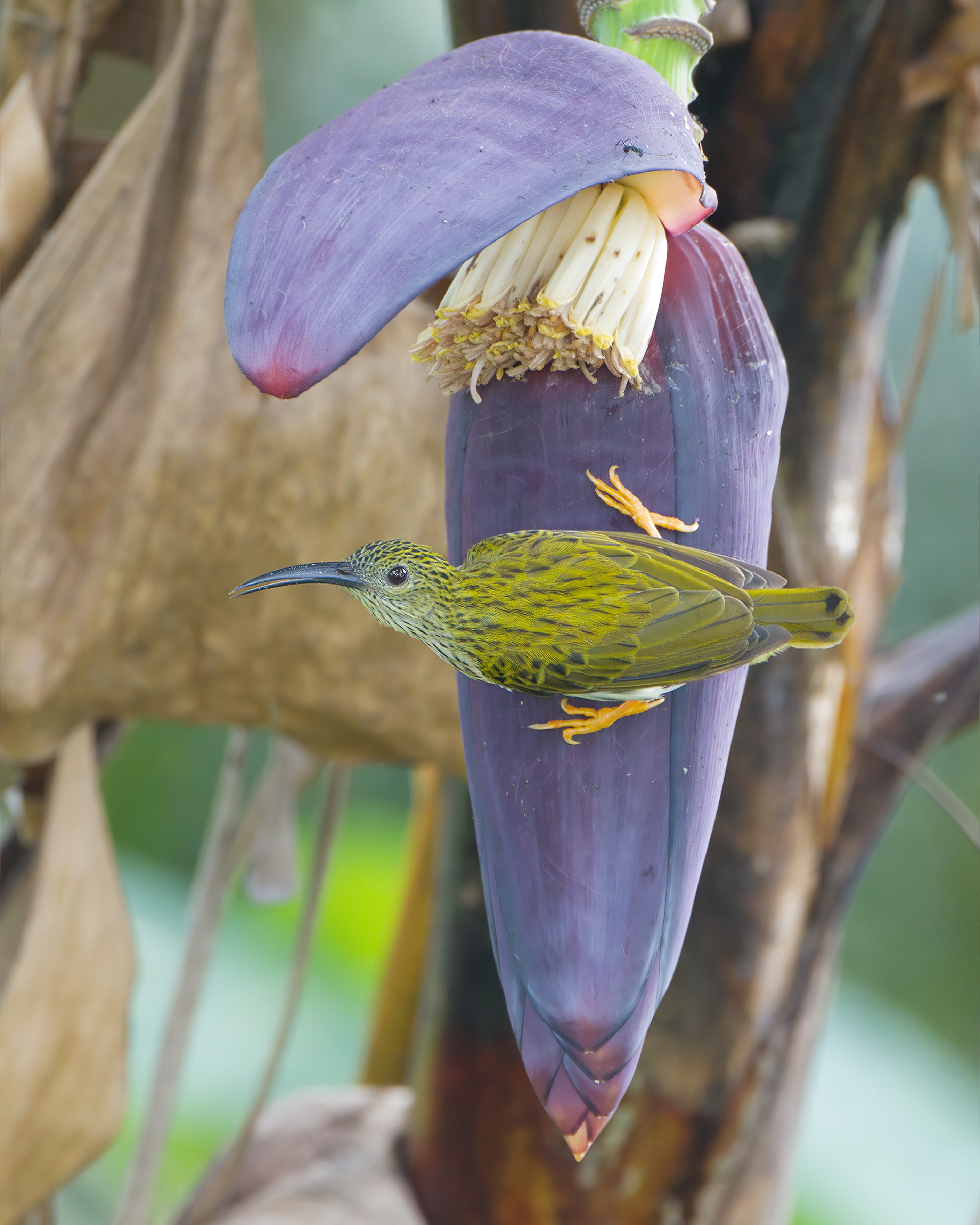
Смугастий павуколов

Нектаркові є переважно моногамними і територіальними птахами. Види, що мешкають в екваторіальних районах, гніздяться протягом всього року, а у видів, що мешкають в тропіках, сезон розмноження часто припадає на сезон дощів, що пов'язано зі збільшенням кількості комах. Деякі види, зокрема каштанові нектарці, гніздяться під час посушливого сезону, що пов'язано з квітненням рослин. Гнізда нектаркових мають овальну, закриту форму з бічним входом. Вони підвішуються на тонких гілках і скріплюються за допомогою павутиння. Гнізда павуколовів відрізняються від гнізд їнших нектаркових: воно підвішується під великим пальмовим або банановим листом і може мати чашоподібну, трубкоподібну або іншу форму, в залежності від виду. Зазвичай, лише самиця будує гніздо і насиджує яйця, хоча самці можуть допомагати у догляді за пташенятами. В кладці може бути від 2 до 4 яєць. Нектаркові іноді стають жертвами гніздового паразитизму зозуль і воскоїдів.

## Класифікація
За класифікацією, утвердженою Міжнародною спілкою орнітологів, виділяють 16 родів і 146 видів:
- Червонощока саїманга (Chalcoparia) — 1 вид (рід монотиповий)
- Оливкова саїманга (Deleornis) — 2 види
- Саїманга (Anthreptes) — 15 видів
- Зеленовола саїманга (Hedydipna) — 4 види
- Бронзовоспинна нектарка (Anabathmis) — 3 види
- Велика нектарка (Dreptes) — 1 вид (рід монотиповий)
- Капська нектарка (Anthobaphes) — 1 вид (рід монотиповий)
- Нектарик (Cyanomitra) — 7 видів
- Нектарець (Chalcomitra) — 7 видів
- Нектаринка (Leptocoma) — 6 видів
- Нектарка (Nectarinia) — 6 видів
- Золотокрила нектарка (Drepanorhynchus) — 1 вид (рід монотиповий)
- Маріка (Cinnyris) — 56 видів
- Сіпарая (Aethopyga) — 22 види
- Смугастовола нектарка (Kurochkinegramma) — 1 вид (рід монотиповий)
- Павуколов (Arachnothera) — 13 видів